# Café Museum

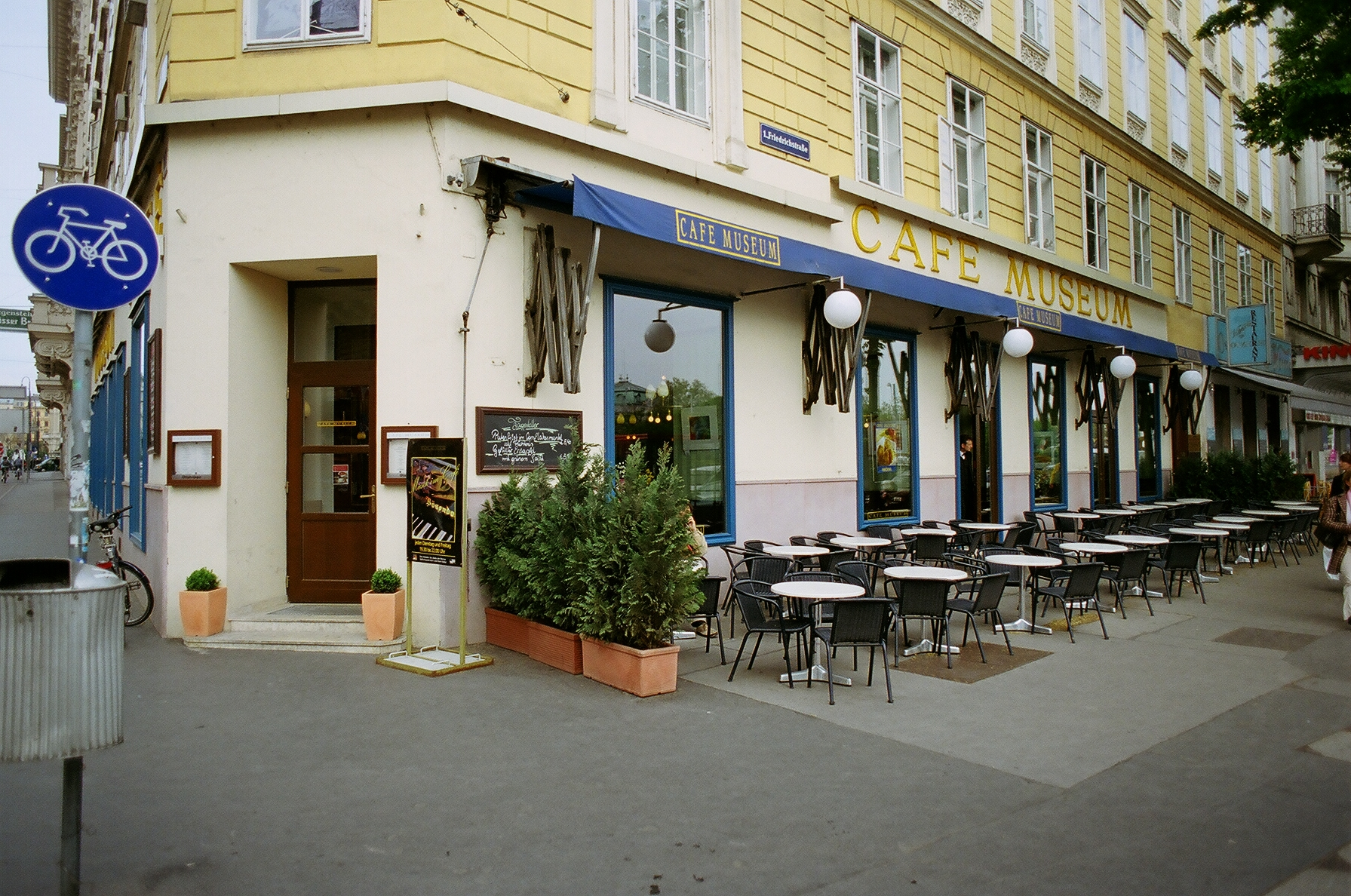
Café Museum

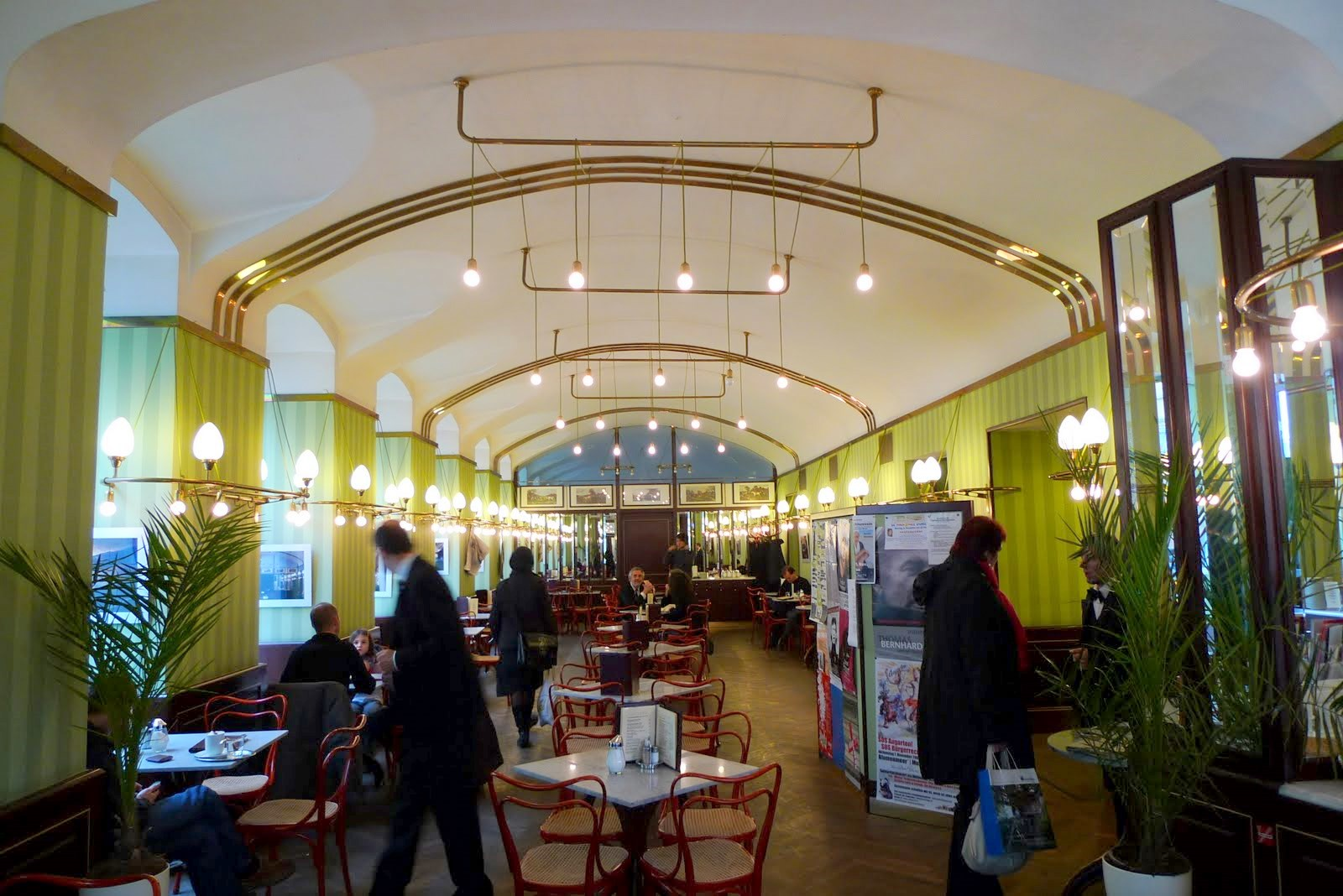
Interiör 2009 efter Adolf Loos, före senaste ombyggnad

Café Museum är ett wienerkafé i Wien i Österrike.
Café Museum öppnades 1899 på Operngasse 7 i ett hyreshus från 1872, med en inredning ritad av Adolf Loos. 
Till stamgästerna på Café Central i början av 1900-talet hörde Peter Altenberg, Alban Berg, Hermann Broch, Elias Canetti, Gustav Klimt, Oskar Kokoschka, Karl Kraus, Franz Lehár, Robert Musil, Leo Perutz, Joseph Roth, Egon Schiele, Georg Trakl, Otto Wagner och Franz Werfel.
Kaféet restaurerades till Adolf Loos ursprungliga inredningsstil 2003, sedan det hade byggts om på 1930-talet. År 2009-10 ombyggdes kaféet åter till 1930-talsstil.